# Hawkeye (TV-serie, 2021)
Hawkeye är en amerikansk TV-serie från 2021, skapad av Jonathan Igla. Serien är baserad på Marvel Comics och seriefigurerna Clint Barton / Hawkeye och Kate Bishop.
Serien hade premiär den 24 november 2021 på streamingtjänsten Disney+ och den första säsongen består av sex avsnitt, som avslutas den 22 december. Serien har fått positiva recensioner, med kritiker som lyfter fram dess actionsekvenser och huvudrollsinnehavarnas kemi. En spin-off-serie, Echo, med fokus på Alaqua Coxs karaktär Maya Lopez / Echo, planeras att släppas i mitten av 2023.[uppföljning saknas]

## Handling
Handlingen utspelar sig i Marvel Cinematic Universe (MCU) strax efter Avengers: Endgame (2019) utspelade sig. Clint Barton blir tvungen att arbeta tillsammans med den unga Kate Bishop för att konfrontera fiender från hans förflutna, för att kunna komma tillbaka till sin familj i tid till jul.

## Rollista (i urval)
- Jeremy Renner – Clint Barton / Hawkeye
- Hailee Steinfeld – Kate Bishop
- Tony Dalton – Jack Duquesne
- Fra Fee – Kazimierz "Kazi" Kazimierczak
- Brian d'Arcy James – Derek Bishop
- Aleks Paunovic – Ivan
- Piotr Adamczyk – Tomas
- Linda Cardellini – Laura Barton
- Simon Callow – Armand Duquesne III
- Vera Farmiga – Eleanor Bishop
- Alaqua Cox – Maya Lopez
- Zahn McClarnon – William Lopez
- Florence Pugh – Yelena Belova / Black Widow
- Vincent D'Onofrio – Wilson Fisk / Kingpin

## Produktion
Serien består av sex avsnitt. Budgetar för varje avsnitt rapporterades vara så mycket som $25 miljoner.

## Mottagning
Webbplatsen Rotten Tomatoes som samlar recensioner rapporterar ett godkännande på 92% med ett genomsnittligt betyg på 7,55/10, baserat på 85 recensioner.

## Spin-off
En spin-off-serie med Alaqua Cox som Maya Lopez / Echo var i tidig utveckling för Disney+ i mars 2021, med Etan Cohen och Emily Cohen som skulle skriva och producera. Echo tillkännagavs officiellt i november 2021. Vincent D'Onofrio repriserar också sin roll från Hawkeye, och får sällskap av Charlie Cox som Matt Murdock / Daredevil. Echo förväntas släppas 2023.